# Bitwa o Ardeny (film)
Bitwa o Ardeny (ang. Battle of the Bulge) – amerykański film wojenny w reżyserii Kena Annakina z 1965 roku.
Scenariusz filmu oparty jest dość swobodnie na wydarzeniach, jakie miały miejsce zimą 1944 roku (ofensywa w Ardenach). Niektórzy znawcy historii krytykowali film za niezgodność z faktami historycznymi oraz za to, że w roli niemieckich Tygrysów wystąpiły czołgi amerykańskie. Jednak film cieszył się dość dużym powodzeniem. Otrzymał nawet nominację do Złotego Globu.

## Obsada aktorska
- Henry Fonda – podpułkownik Daniel Kiley
- Robert Shaw – pułkownik Martin Hessler
- Robert Ryan – generał Grey
- Charles Bronson – major Wolenski
- Telly Savalas – sierżant Guffy
- Dana Andrews – pułkownik Pritchard
- George Montgomery – sierżant Duquesne
- James MacArthur – podporucznik Weaver
- Hans Christian Blech – Konrad, kierowca Hesslera
- Karl-Otto Alberty – major von Diepel
- Ty Hardin – Schumacher
- Werner Peters – generał Kohler
- Pier Angeli – Louise

## Nagrody i nominacje
23. ceremonia wręczenia Złotych Globów
- Najlepsza muzyka – Benjamin Frankel (nominacja)
- Najlepszy aktor drugoplanowy – Telly Savalas (nominacja)